# 노진수
노진수(1970년 3월 9일 ~ )은 대한민국의 영화 감독이자 각본가, 제작자, 배우이다.

## 학력
- 영남대학교 국어국문학과 학사

## 작품 목록
- 1999년 - 《텔 미 썸딩》(기타)
- 1999년 - 《연풍연가》(미술)
- 2000년 - 《해변으로 가다》 (각본)
- 2000년 - 《순애보》 (조감독)
- 2002년 - 《해적, 디스코왕 되다》(각본)
- 2008년 - 《하늘을 걷는 소년》(감독)
- 2009년 - 《노르웨이의 숲》(감독)
- 2012년 - 《번아웃 신드롬》 (감독)
- 2014년 - 《오빠가 돌아왔다》 (감독, 각본, 배우)
- 2014년 - 《피해자들》(감독)
- 2015년 - 《친절한 가정부》 (감독)
- 2015년 - 《짓2: 붉은 낙타》 (감독, 각본)
- 2015년 - 《젊은 처제》 (란제리 주인 역)
- 2015년 - 《매너선생님》 (감독)